# Raúl Pellegrin
Raúl Alejandro Pellegrin Friedmann (Santiago, 28 de octubre de 1958-Los Queñes, 30 de octubre de 1988), también conocido como el «Comandante José Miguel», «Rodrigo» o «Benjamín», fue el fundador y el principal líder histórico de la organización guerrillera Frente Patriótico Manuel Rodríguez desde su creación formal en diciembre de 1983 hasta su muerte ocurrida en 1988 dentro del contexto de la Guerra Patriótica Nacional, proyecto revolucionario impulsado por el FPMR por aquellos años.

## Biografía

### Primeros años
Nacido del matrimonio de Raúl Pellegrin Arias y Judith "Tita" Friedmann Volosky (de origen judío del sur de Rusia), en el barrio santiaguino de Independencia, siendo niño realizó sus estudios básicos en el Colegio La Girouette y los secundarios, en la Alianza Francesa, instituciones laicas donde tempranamente se destacó como líder de grupo y por sus condiciones como nadador.
En 1972 participó de los trabajos voluntarios convocados en apoyo al gobierno de Salvador Allende y en uno de ellos ingresó a las Juventudes Comunistas. El golpe de Estado de 1973 lo sorprendió en una gira de estudios en Isla de Pascua, al regreso de la cual debió ingresar junto a su familia a refugiarse en la embajada de Alemania del Este, debiendo partir al exilio rumbo a ese país europeo.
Más adelante, su familia se radicó en Fráncfort del Meno donde, a los 15 años de edad, Raúl Pellegrin comenzó a participar de las actividades de los chilenos en el exilio: organizó el conjunto folclórico «Víctor Jara» y fundó en esa ciudad la organización regional en el exilio de las Juventudes Comunistas de Chile. Luego estudió Ingeniería, inicialmente en Alemania, terminando un ciclo en una universidad francesa, del que finalmente se tituló por correspondencia.

### Carrera militar
En 1976 su familia se trasladó a Cuba, donde se inscribió en la carrera de Medicina. Sin embargo, un par de meses después optó por dejar sus estudios universitarios para asumir la carrera militar, incorporándose a la escuela Camilo Cienfuegos, dependiente de las Fuerzas Armadas Revolucionarias de Cuba (FAR). Allí compartió con casi un centenar de chilenos que se preparaban militarmente bajo el respaldo del gobierno de Fidel Castro. Desde esa escuela, Pellegrin egresó a finales de 1978 como oficial político con el grado de subteniente.[cita requerida]
A comienzos de 1979, junto al mismo grupo de oficiales chilenos, decidió viajar a Nicaragua para apoyar la lucha del Frente Sandinista de Liberación Nacional (FSLN), que trataba de derrocar al dictador Anastasio Somoza Debayle, incorporándose a una columna guerrillera en el Frente Sur Benjamin Celedón. Luego del triunfo de la Revolución Sandinista en julio de 1979, permaneció en Nicaragua siendo designado asesor militar dentro del nuevo ejército de aquel país. Fruto de su decisión y capacidad militar formó parte de una propuesta de diez nombres que la dirección del Partido Comunista de Chile había escogido para poner en marcha al futuro Frente Patriótico Manuel Rodríguez.
A mediados de 1983 Pellegrin retornó a Chile para convertirse en el líder de la naciente organización, adquiriendo desde ese momento el grado de «comandante». El desarrollo del FPMR, su organización, y la evolución de sus técnicas operativas se vieron relacionadas directamente con él, que desde ese momento asumió el nombre de «comandante José Miguel». Pellegrin pronto impregnó al Frente de su gran entusiasmo revolucionario. En el marco de una entrevista se refirió con gran claridad al contenido de este;

"La grandeza de la lucha revolucionaria es que permite pasar por sobre las contradicciones, los egoísmos y los riesgos; de ahí el desprecio a la muerte por una causa noble".
Raúl Pellegrin.

Bajo su mando, el FPMR llevó a cabo sus acciones más osadas, como la fracasada internación de armas de Carrizal Bajo a principios de 1986, y el fallido atentado contra Augusto Pinochet, en septiembre de ese mismo año.
Cuando a principios de 1987 el Partido Comunista decidió cambiar a tres de los seis comandantes que en ese momento integraban la cúpula frentista, con el fin de desmontar su brazo armado, Pellegrin y los frentistas más radicales decidieron rebelarse. El objetivo del Partido era acabar con el predominio de Pellegrin, cuyos cercanos, partidarios de la revolución armada, copaban el alto mando del aparato. Enterado de que el FPMR iba a ser intervenido, un indignado Pellegrin dirigió una carta de circulación restringida a la directiva, denunciando que el partido estaba a punto de hacer abandono de su política militar.[cita requerida]

"Existen responsabilidades personales que la historia del movimiento revolucionario en Chile no podrá olvidar. Si se ponen jefes militares que la base no respeta, los militantes del Frente no se subordinan a ellos".
Raúl Pellegrin.

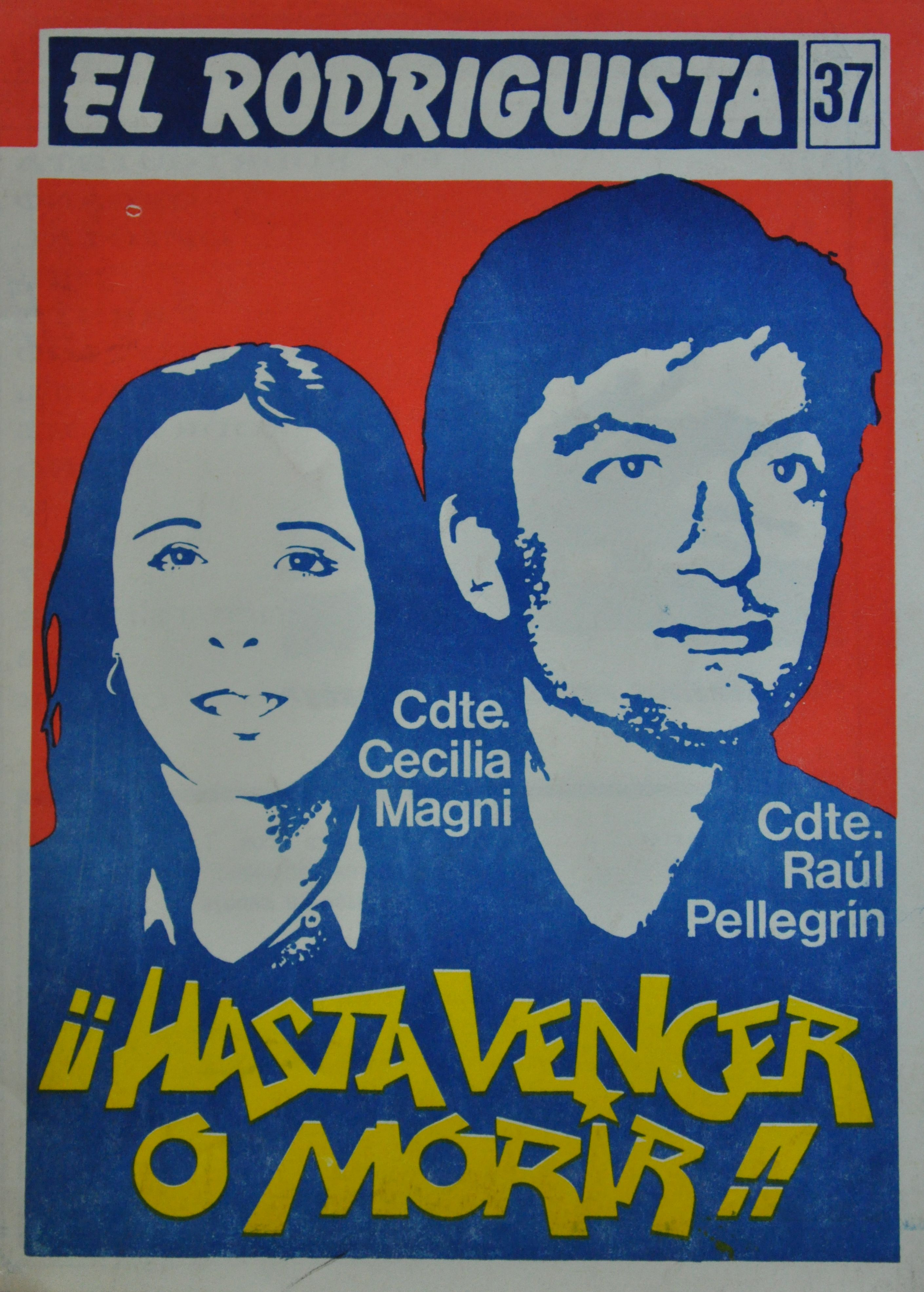
Junto a Cecilia Magni en la portada de la revista El Rodriguista, órgano oficial del FPMR, en noviembre de 1988, al mes siguiente de la muerte de ambos comandantes.

En julio de 1987 el quiebre se hizo definitivo. Pellegrin decidió formar el FPMR Autónomo desligándose del Partido Comunista de Chile, siendo seguido por una gran cantidad de militantes. A raíz de esto en aquella época se hicieron constantes sus viajes a Cuba donde comenzó a crear una red de apoyo con el visto bueno del propio Fidel Castro y de otros altos personeros de la isla. Además en La Habana también se encontraba otro importante líder frentista, Galvarino Apablaza, quien colaboró estrechamente con Pellegrin.

### Muerte
Como líder del FPMR Autónomo, el 21 de octubre de 1988 el «comandante José Miguel» participó directamente de las acciones programadas como inicio de la Guerra Patriótica Nacional, instancia que el mismo había impulsado, y que consistía en las tomas de las localidades rurales de La Mora, Aguas Grandes, Pichipellahuén y Los Queñes. El, junto a su pareja y brazo derecho Cecilia Magni, la «comandante Tamara», encabezaron la operación en Los Queñes.
Luego de la toma del poblado, el grupo liderado por «José Miguel» procedió a un repliegue que se vio dificultado por el cerco policial. Tras el primer día de retirada, el grupo de combatientes decidió separarse para continuar la huida en distintas direcciones. Pese a ello, días más tarde uno de los grupos fue cercado por la policía, en el sector de La Rufina, siendo todos sus integrantes detenidos. Entre ellos se encontraba Pellegrin. El frente sospechó de traición por parte de Luis Eduardo Arriagada Toro (alias "Bigote") y más tarde fue ejecutado.
El fin del número uno del FPMR se vio confirmado el 30 de octubre de 1988, cuando su cuerpo sin vida fue encontrado flotando en las aguas del río Tinguiririca. Según los informes de autopsia su cadáver presentaba lesiones contusas y huellas de aplicación de electricidad. Los informes médicos señalaron además que la causa de la muerte fue asfixia por sumersión en agua y contusiones torácicas dorsales, las que se aplican por acción de instrumentos romos contundentes dada su profundidad y la ausencia de lesiones externas.
En la actualidad el legado de Raúl Pellegrin se ve en organizaciones políticas y civiles que conmemoran su rol de líder político-militar, así como la construcción del Rodriguismo.